# نبرد کلاویخو

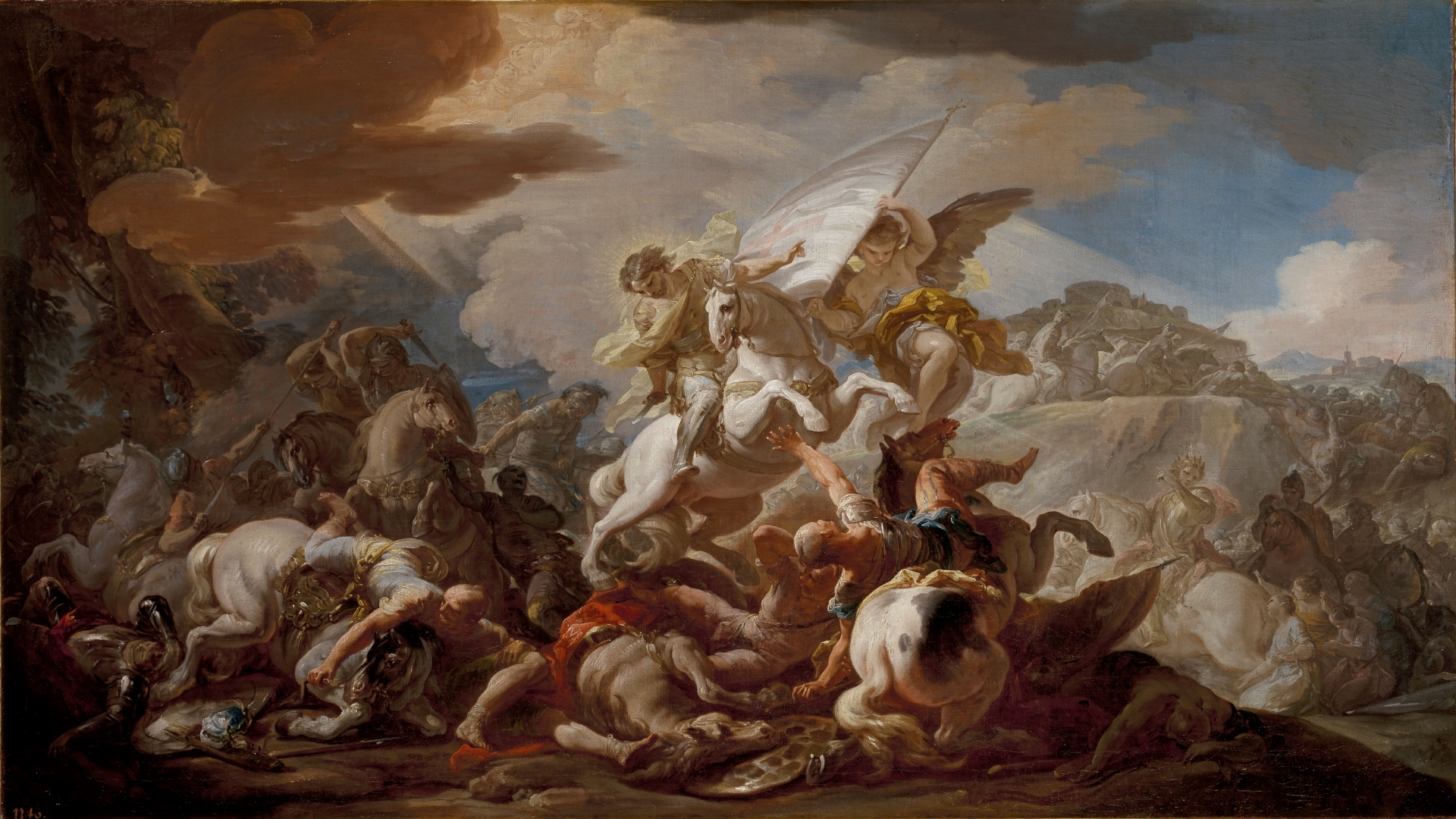
تصویری خیالی از نبرد کلاویخو

نبرد کلاویخو (به انگلیسی: Battle of Clavijo)، نبردی است افسانه‌ای در عهد پادشاه آستوریاس، رامیرو، و امیر قرطبه (یحتمل حکم یکم) در نزدیکی منطقه کلاویخو رخ داد که با پیروزی وی همراه بود و توانست قلمرو مسیحیان تا مناطق جنوبی قلمرو آستوریاس گسترش دهد. در مورد این نبرد در منابع اولیه اطلاعاتی در دسترس نیست و هرچه در مورد این نبرد وجود دارد در دوران بعد از بازپس‌گیری اندلس نوشته شده‌است.
در افسانه‌ها یکی از حواریون عیسی مسیح، یعقوب پسر زبدی، دوباره ظهور کرده و فرماندهی ارتش مسیحیان را برعهده می‌گیرد و می‌تواند نیروها رو به سمت پیروزی هدایت کند. پس از آن بود که به وی لقب حافظ اسپانیا (سنت جیمز، کشنده مورها) دادند.